# Hugo Vallejo
Hugo Vallejo (Granada, 15 de febrero de 2000) es un futbolista español que juega como delantero en el Piast Gliwice de la Ekstraklasa.

## Trayectoria
Se formó en la estructura del Granada Club de Fútbol y en edad cadete fue reclutado por el Málaga Club de Fútbol. En la temporada 2017-18, su primer año en la categoría juvenil, estuvo en el equipo de División de Honor tras destacar en el Liga Nacional. Debutó en la temporada 2018-19 con el filial en Segunda B, pese a que el club malagueño no lograría mantener la categoría.
El 6 de enero de 2019 debutó en Segunda División en un encuentro frente al Club de Futbol Reus Deportiu que acabaría con derrota por cero goles a tres. En el mismo mes el jugador sufriría una lesión que le apartaría durante unos meses de los terrenos de juego. Para la temporada 2019-20 pasó a formar parte del primer equipo.
En el mercado de invierno de esa campaña, el Real Madrid Club de Fútbol lo fichó con un contrato hasta el año 2023 e inmediatamente pasó a jugar con el Real Club Deportivo de La Coruña en calidad de cedido.
El 25 de agosto de 2021 se anunció su fichaje por el Real Valladolid Club de Fútbol por tres años. En el inicio del primero sufrió una grave lesión y solo pudo disputar dos partidos antes del percance, pudiendo por lo menos celebrar el ascenso a Primera División. El 1 de septiembre de 2022 fue cedido a la Sociedad Deportiva Ponferradina durante una temporada. En esta disputó 29 partidos en los que marcó tres goles.
El 31 de agosto de 2023 rescindió contrato con el equipo pucelano y al día siguiente firmó por dos años con la Sociedad Deportiva Huesca. En ese periodo de tiempo disputó 61 partidos en la Segunda División y en agosto de 2025 se marchó a Polonia para jugar en el Piast Gliwice.

## Selección nacional
Fue convocado por la selección española sub-19 el 10 de enero de 2019.

## Clubes
Actualizado al último partido disputado el 4 de junio de 2023. Resaltadas temporadas en calidad de cesión.
Lesionado de gravedad en la temporada 2021-22.
| Club                           | Temporada     | Div.          | Liga  | Liga  | Liga   | Copas (1) | Copas (1) | Copas (1) | Internacional (2) | Internacional (2) | Internacional (2) | Total (3) | Total (3) | Total (3) | Media goleadora |
| Club                           | Temporada     | Div.          | Part. | Goles | Asist. | Part.     | Goles     | Asist.    | Part.             | Goles             | Asist.            | Part.     | Goles     | Asist.    | Media goleadora |
| ------------------------------ | ------------- | ------------- | ----- | ----- | ------ | --------- | --------- | --------- | ----------------- | ----------------- | ----------------- | --------- | --------- | --------- | --------------- |
| C. A. Malagueño · España       | 2018-19       | 2.ª B         | 14    | 1     | -      | -         | -         | -         | -                 | -                 | -                 | 14        | 1         | 0+        | 0.07            |
| C. A. Malagueño · España       | 2019-20       | 3.ª           | 13    | 1     | -      | -         | -         | -         | -                 | -                 | -                 | 13        | 1         | 0+        | 0.08            |
| Málaga C. F. · España          | 2018-19       | 2.ª           | 3     | -     | -      | -         | -         | -         | -                 | -                 | -                 | 3         | 0         | 0         | 0               |
| Málaga C. F. · España          | 2019-20       | 2.ª           | 5     | -     | -      | -         | -         | -         | -                 | -                 | -                 | 5         | 0         | 0         | 0               |
| Málaga C. F. · España          | Total club    | Total club    | 35    | 2     | 0+     | 0         | 0         | 0         | 0                 | 0                 | 0                 | 35        | 2         | 0+        | 0.06            |
| R. C. D. La Coruña · España    | 2019-20       | 2.ª           | 13    | 1     | 1      | -         | -         | -         | -                 | -                 | -                 | 13        | 1         | 1         | 0.08            |
| R. M. Castilla C. F. · España  | 2020-21       | 2.ª B         | 17    | 2     | 1      | 7         | 2         | -         | -                 | -                 | -                 | 24        | 4         | 1         | 0.12            |
| Real Valladolid C. F. · España | 2021-22       | 2.ª           | 2     | 0     | 0      | 0         | -         | -         | -                 | -                 | -                 | 2         | 0         | 0         | 0               |
| S. D. Ponferradina · España    | 2022-23       | 2.ª           | 29    | 3     | 1      | 0         | 0         | 0         | -                 | -                 | -                 | 29        | 3         | 1         | 0.1             |
| S. D. Huesca · España          | 2023-24       | 2.ª           | 0     | 0     | 0      | 0         | 0         | 0         | -                 | -                 | -                 | 0         | 0         | 0         | 0               |
| Total carrera                  | Total carrera | Total carrera | 96    | 6     | 3+     | 7         | 2         | 0         | 0                 | 0                 | 0                 | 103       | 10        | 3+        | 0.1             |